# 小行星9088
小行星9088（英語：9088 Maki）是一颗围绕太阳公转的小行星。1995年9月20日，圓舘金、渡邊和郎在北见发现了此天体。
这颗小行星的绝对星等为80.37879等。